# Макзыр
Макзыр — посёлок в Верхнекетском районе Томской области, Россия. Входит в состав Макзырского сельского поселения.
Население — ↘98 (2021).

## География
Посёлок расположен на берегу озера Большой Макзыр, соединённого протокой с рекой Кеть.

## Население
| 2002 | 2010 | 2012 | 2013 | 2014 | 2015 | 2021 |
| ---- | ---- | ---- | ---- | ---- | ---- | ---- |
| 205  | ↘134 | ↘130 | ↘115 | ↘108 | ↘107 | ↘98  |

## Местное самоуправление
Глава поселения — Валентина Георгиевна Звягина.
Вопреки названию, Макзыр не является административным центром Макзырского сельского поселения, центр — посёлок Лисица.

## Социальная сфера и экономика
В посёлке есть фельдшерско-акушерский пункт, начальная общеобразовательная школа и библиотека.
Основа местной экономической жизни — лесное и сельское хозяйство, розничная торговля.